# Más allá del bien y del mal (película)

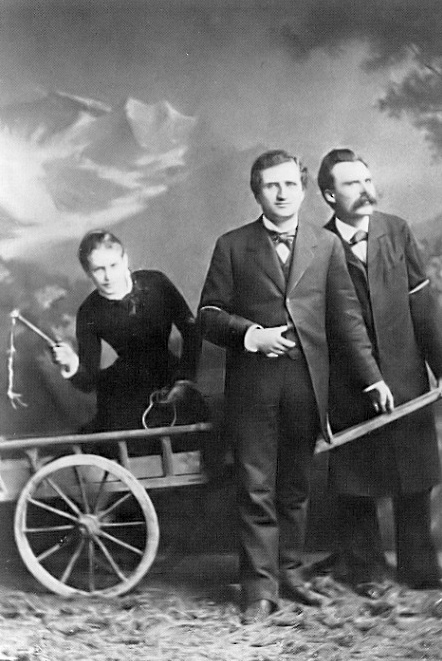
Salomé, Paul Rée y Nietzsche.

Más allá del bien y del mal (Al di là del bene e del male) es una película de 1977 dirigida por Liliana Cavani, basada libremente en el libro Más allá del bien y del mal sobre la vida y tortuosa relación entre Friedrich Nietzsche, Paul Rée y Lou Andreas-Salomé, y protagonizada por Dominique Sanda, Erland Josephson, Robert Powell, Virna Lisi y Phillipe Leroy.
Virna Lisi ganó el Nastro d'argento por su interpretación como Elisabeth Förster-Nietzsche.
La banda sonora utiliza música de Charles Gounod (específicamente el vals del acto II de Fausto, en la escena de la "Danza de Cristo y el Diablo" y como tema de cierre), Gustav Mahler con la primera de las Canciones de un caminante en versión pianística, Wolfgang Amadeus Mozart (Las Bodas de Fígaro), Robert Schumann y Richard Strauss.

## Elenco
- Dominique Sanda - Lou Salome
- Erland Josephson – Friedrich Nietzsche
- Robert Powell – Paul Rée
- Virna Lisi – Elisabeth Nietzsche
- Philippe Leroy – Peter Gast
- Elisa Cegani - Franziska Nietzsche
- Umberto Orsini - Bernhard Förster
- Michael Degen - Carl Andreas
- Amedeo Amodio – Doctor Dulcamara
- Carmen Scarpitta - Malvida
- Clara Algranti – Ma